# Mamut kolumbijski
Mamut kolumbijski (Mammuthus columbi) – wymarły gatunek trąbowca, mamut zamieszkujący Amerykę Północną od obszarów dzisiejszych północnych stanów USA aż do Kostaryki w epoce plejstocenu. Należał do ostatnich gatunków mamutów, linii zapoczątkowanej przez Mammuthus subplanifrons we wczesnym pliocenie. Wyewoluował z mamuta stepowego, który dostał się na kontynent północnoamerykański z Azji około półtora miliona lat temu. Mamut karłowaty z kalifornijskich Channel Islands wyewoluował właśnie z mamuta kolumbijskiego. Natomiast najbliższym współczesnym krewnym tego zwierzęcia jest słoń indyjski.
Osiągając 4 m wysokości w kłębie i ważąc około 10 ton, mamut kolumbijski należał do największych gatunków mamutów. Miał długie, zakrzywione ciosy i cztery trzonowce, zastępowane sześciokrotnie w ciągu życia osobnika. Najprawdopodobniej ciosów i trąby używał jak dzisiejsze słonie – do manipulacji przedmiotami, walki i żerowania. Odkrywano kości, włosy, odchody i zawartość żołądków, jednak nieznane są zwłoki. Mamut kolumbijski preferował tereny otwarte, jak prerie. Żywił się roślinami, takimi jak trawy i turzyce. Nie zapuszczał się w rejony arktyczne Kanady, zamieszkiwane przez mamuta włochatego. Zasięgi występowania tych dwóch gatunków mogły na siebie zachodzić, istnieją dowody genetyczne na krzyżowanie się obydwu gatunków. W kilku miejscach znaleziono licznie występujące szkielety mamutów kolumbijskich, być może zmarłych na skutek pojedynczego kataklizmu, jak powódź, a być może miejsca te stanowiły naturalne pułapki, akumulujące zwierzęta przez dłuższy czas.
Mamut kolumbijski żył obok Paleoindian, którzy polowali nań dla pożywienia, wykorzystywali jego kości do produkcji narzędzi i przedstawiali je w sztuce. Szczątki mamutów kolumbijskich znaleziono wśród artefaktów kultury Clovis, pozostałości mamutów pochodziły z polowań bądź stanowiły padlinę. Gatunek wymarł na pograniczu plejstocenu i holocenu, około 11 tysięcy lat temu, najprawdopodobniej na skutek utraty siedlisk spowodowanej zmianą klimatu, polowaniami ludzkimi lub kombinacją tych dwóch czynników.

## Systematyka

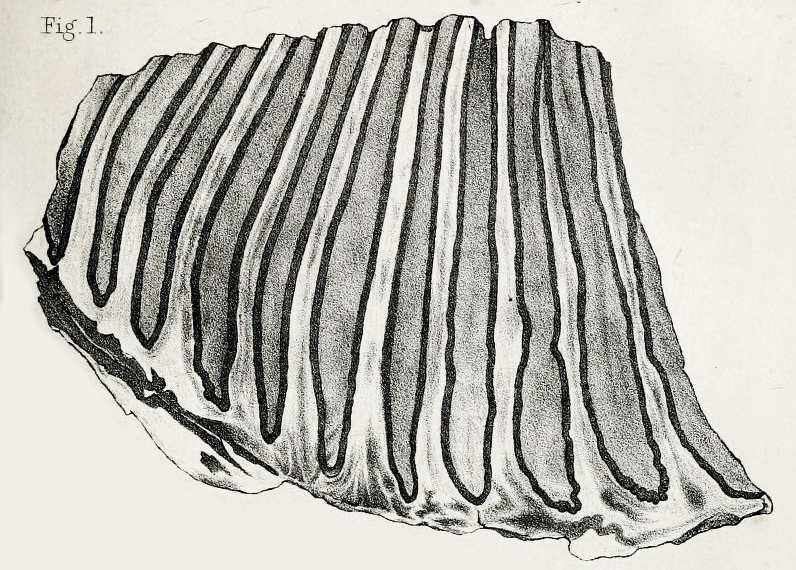
Litografia z 1863 przedstawiająca niekompletny holotypowy ząb trzonowy (okaz BMNH 40769)

Mamut kolumbijski został po raz pierwszy opisany naukowo w 1857 przez szkockiego przyrodnika nazwiskiem Hugh Falconer, który nazwał gatunek Elephas columbi na pamiątkę Krzysztofa Kolumba. Zwierzę przykuło uwagę badacza w 1846 dzięki Charlesowi Lyellowi, który wysłał mu fragmenty zęba trzonowego znalezionego podczas drążenia w 1838 Brunswick Altamaha Canal w Georgii, na południowym wschodzie USA. W tym czasie podobne skamieniałe szczątki z Ameryki Północnej przypisywano mamutowi włochatemu, określanemu wtedy nazwą naukową Elephas primigenius. Falconer dostrzegł jednak odrębność badanego okazu, co potwierdził badaniami jego struktury i przestudiowaniem dodatkowych trzonowców pochodzących z Meksyku. Choć William Phipps Blake i Richard Owen uznawali za bardziej odpowiednią nazwę E. texianus, Falconer odrzucił ją. Zaproponował on też nazwy E. imperator i E. jacksoni na określenie dwóch innych amerykańskich słoniowatych opisanych na podstawie zębów trzonowych, jednakże bazując na materiale zbyt ubogim, by umożliwił ich dokładną klasyfikację. Znalezienie bardziej kompletnego materiału mamuta kolumbijskiego, który może pochodzić z tego samego kamieniołomu co holotypowy ząb trzonowy opisany przez Falconera, ogłoszono w 2012. Może on rzucić więcej światła na ten okaz, pomimo wątpliwości, czy rzeczywiście należy do holotypowego zwierzęcia.
Na początku XX wieku taksonomia wymarłych słoniowatych robiła się coraz bardziej skomplikowana. W 1942 wydano pośmiertną monografię trąbowców autorstwa Henry'ego F. Osborna. Wymieniał on różne rodzaje i podrodzaje, które wcześniej zaproponowano dla wymarłych słoniowatych, jak Archidiskodon, Metarchidiskodon, Parelephas czy Mammonteus. Osborn zachował także nazwy dla wielu regionalnych i przejściowych podgatunków bądź odmian oraz stworzył kombinacje typu Parelephas columbi felicis i Archidiskodon imperator maibeni. Dzięki licznym badaczom taksonomia uległa uproszczeniu począwszy od lat 70. XX wieku. Wszystkie gatunki mamutów zaliczono do rodzaju Mammuthus, a wiele różnic uznawanych wcześniej za międzygatunkowe uznano za zmienność wewnątrzgatunkową. W 2003 paleontolog Larry Agenbroad podsumował współczesny pogląd na taksonomię mamutów Ameryki Północnej, kilka wcześniejszych gatunków uznając za młodsze synonimy. I tak mamut kolumbijski (M. columbi) i mamut karłowaty M. exilis zostały jedynymi gatunkami mamuta endemicznymi dla Ameryki (inne gatunki zamieszkiwały również Eurazję). Pomysł uznania mamuta cesarskiego M. imperator i mamuta Jeffersona (M. jeffersoni) (nazwanego na pamiątkę Thomasa Jeffersona) za bardziej prymitywne bądź przeciwnie – bardziej zaawansowane ewolucyjnie – etapy w ewolucji mamuta kolumbijskiego został w większości odrzucony, a nazwy uznano za synonimiczne. W świetle tych wniosków Agenbroad zastrzegł jednak, że taksonomia amerykańskich mamutów nie została jeszcze w pełni wyjaśniona.

## Ewolucja

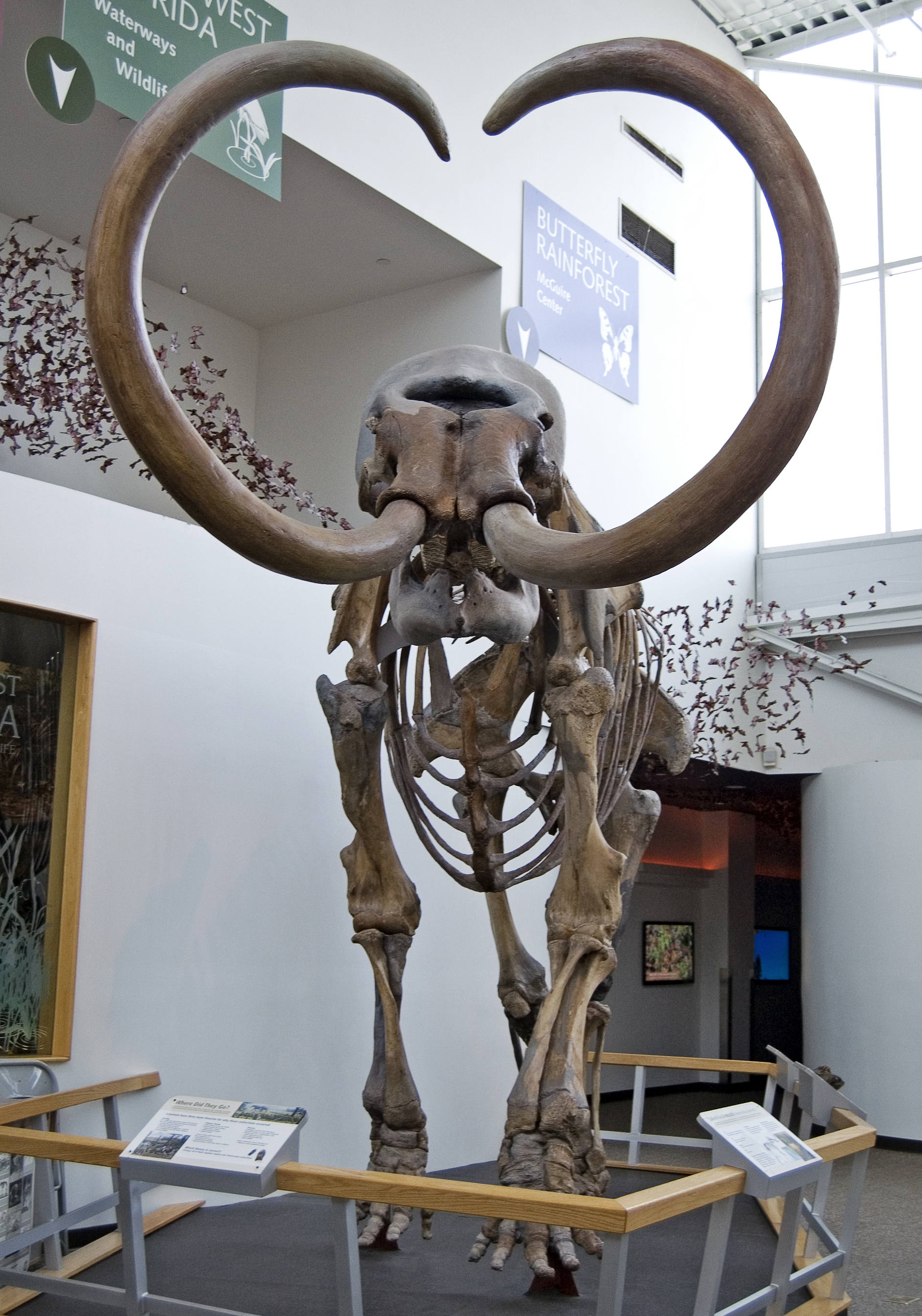
Dorosły samiec „Aucilla mammoth”, okaz z Florida Museum of Natural History

Słoniowate zaliczają się do kladu trąbowców. Jego najwcześniejsi przedstawiciele pojawili się około 55 milionów lat temu na lądach otaczających Ocean Tetydy. Najbliższymi współczesnymi krewnymi trąbowców są brzegowce (manatowate, diugoniowate) i góralki (rząd małych, roślinożernych zwierząt). Rodzina słoniowatych, do której zaliczają się współczesne słonie i mamuty, istniała już 6 milionów lat temu w Afryce. Istniało też wiele wymarłych dziś linii trąbowców. Mammut był jedynie dalekim krewnym mamutów, należał do odrębnej rodziny Mammutidae, która zróżnicowała się 25 milionów przed wyewoluowaniem mamutów, których najbliższym współczesnym krewnym jest słoń indyjski (Elephas maximus). Poniższy kladogram pokazuje miejsce mamuta kolumbijskiego na drzewie rodowym trąbowców, bazuje on na cechach kości gnykowej
|  | Loxodonta africana                                                    |
|  |                                                                       |
|  | \| \| Elephas maximus \| \| \| \| \| \| Mammuthus columbi \| \| \| \| |
|  |                                                                       |
|  | Elephas maximus                                                       |
|  |                                                                       |
|  | Mammuthus columbi                                                     |
|  |                                                                       |

|  | Elephas maximus   |
|  |                   |
|  | Mammuthus columbi |
|  |                   |

|  | Loxodonta africana                                                    |
|  |                                                                       |
|  | \| \| Elephas maximus \| \| \| \| \| \| Mammuthus columbi \| \| \| \| |
|  |                                                                       |
|  | Elephas maximus                                                       |
|  |                                                                       |
|  | Mammuthus columbi                                                     |
|  |                                                                       |

|  | Elephas maximus   |
|  |                   |
|  | Mammuthus columbi |
|  |                   |

|  | Loxodonta africana                                                    |
|  |                                                                       |
|  | \| \| Elephas maximus \| \| \| \| \| \| Mammuthus columbi \| \| \| \| |
|  |                                                                       |
|  | Elephas maximus                                                       |
|  |                                                                       |
|  | Mammuthus columbi                                                     |
|  |                                                                       |

|  | Elephas maximus   |
|  |                   |
|  | Mammuthus columbi |
|  |                   |

|  | Loxodonta africana                                                    |
|  |                                                                       |
|  | \| \| Elephas maximus \| \| \| \| \| \| Mammuthus columbi \| \| \| \| |
|  |                                                                       |
|  | Elephas maximus                                                       |
|  |                                                                       |
|  | Mammuthus columbi                                                     |
|  |                                                                       |

|  | Elephas maximus   |
|  |                   |
|  | Mammuthus columbi |
|  |                   |

|  | Loxodonta africana                                                    |
|  |                                                                       |
|  | \| \| Elephas maximus \| \| \| \| \| \| Mammuthus columbi \| \| \| \| |
|  |                                                                       |
|  | Elephas maximus                                                       |
|  |                                                                       |
|  | Mammuthus columbi                                                     |
|  |                                                                       |

|  | Elephas maximus   |
|  |                   |
|  | Mammuthus columbi |
|  |                   |

|  | Loxodonta africana                                                    |
|  |                                                                       |
|  | \| \| Elephas maximus \| \| \| \| \| \| Mammuthus columbi \| \| \| \| |
|  |                                                                       |
|  | Elephas maximus                                                       |
|  |                                                                       |
|  | Mammuthus columbi                                                     |
|  |                                                                       |

|  | Elephas maximus   |
|  |                   |
|  | Mammuthus columbi |
|  |                   |

|  | Loxodonta africana                                                    |
|  |                                                                       |
|  | \| \| Elephas maximus \| \| \| \| \| \| Mammuthus columbi \| \| \| \| |
|  |                                                                       |
|  | Elephas maximus                                                       |
|  |                                                                       |
|  | Mammuthus columbi                                                     |
|  |                                                                       |

|  | Elephas maximus   |
|  |                   |
|  | Mammuthus columbi |
|  |                   |

|  | Loxodonta africana                                                    |
|  |                                                                       |
|  | \| \| Elephas maximus \| \| \| \| \| \| Mammuthus columbi \| \| \| \| |
|  |                                                                       |
|  | Elephas maximus                                                       |
|  |                                                                       |
|  | Mammuthus columbi                                                     |
|  |                                                                       |

|  | Elephas maximus   |
|  |                   |
|  | Mammuthus columbi |
|  |                   |

|  | Loxodonta africana                                                    |
|  |                                                                       |
|  | \| \| Elephas maximus \| \| \| \| \| \| Mammuthus columbi \| \| \| \| |
|  |                                                                       |
|  | Elephas maximus                                                       |
|  |                                                                       |
|  | Mammuthus columbi                                                     |
|  |                                                                       |

|  | Elephas maximus   |
|  |                   |
|  | Mammuthus columbi |
|  |                   |

|  | Loxodonta africana                                                    |
|  |                                                                       |
|  | \| \| Elephas maximus \| \| \| \| \| \| Mammuthus columbi \| \| \| \| |
|  |                                                                       |
|  | Elephas maximus                                                       |
|  |                                                                       |
|  | Mammuthus columbi                                                     |
|  |                                                                       |

|  | Elephas maximus   |
|  |                   |
|  | Mammuthus columbi |
|  |                   |

|  | Loxodonta africana                                                    |
|  |                                                                       |
|  | \| \| Elephas maximus \| \| \| \| \| \| Mammuthus columbi \| \| \| \| |
|  |                                                                       |
|  | Elephas maximus                                                       |
|  |                                                                       |
|  | Mammuthus columbi                                                     |
|  |                                                                       |

|  | Elephas maximus   |
|  |                   |
|  | Mammuthus columbi |
|  |                   |

|  | Loxodonta africana                                                    |
|  |                                                                       |
|  | \| \| Elephas maximus \| \| \| \| \| \| Mammuthus columbi \| \| \| \| |
|  |                                                                       |
|  | Elephas maximus                                                       |
|  |                                                                       |
|  | Mammuthus columbi                                                     |
|  |                                                                       |

|  | Elephas maximus   |
|  |                   |
|  | Mammuthus columbi |
|  |                   |

|  | Loxodonta africana                                                    |
|  |                                                                       |
|  | \| \| Elephas maximus \| \| \| \| \| \| Mammuthus columbi \| \| \| \| |
|  |                                                                       |
|  | Elephas maximus                                                       |
|  |                                                                       |
|  | Mammuthus columbi                                                     |
|  |                                                                       |

|  | Elephas maximus   |
|  |                   |
|  | Mammuthus columbi |
|  |                   |

|  | Loxodonta africana                                                    |
|  |                                                                       |
|  | \| \| Elephas maximus \| \| \| \| \| \| Mammuthus columbi \| \| \| \| |
|  |                                                                       |
|  | Elephas maximus                                                       |
|  |                                                                       |
|  | Mammuthus columbi                                                     |
|  |                                                                       |

|  | Elephas maximus   |
|  |                   |
|  | Mammuthus columbi |
|  |                   |

|  | Loxodonta africana                                                    |
|  |                                                                       |
|  | \| \| Elephas maximus \| \| \| \| \| \| Mammuthus columbi \| \| \| \| |
|  |                                                                       |
|  | Elephas maximus                                                       |
|  |                                                                       |
|  | Mammuthus columbi                                                     |
|  |                                                                       |

|  | Elephas maximus   |
|  |                   |
|  | Mammuthus columbi |
|  |                   |

|  | Loxodonta africana                                                    |
|  |                                                                       |
|  | \| \| Elephas maximus \| \| \| \| \| \| Mammuthus columbi \| \| \| \| |
|  |                                                                       |
|  | Elephas maximus                                                       |
|  |                                                                       |
|  | Mammuthus columbi                                                     |
|  |                                                                       |

|  | Elephas maximus   |
|  |                   |
|  | Mammuthus columbi |
|  |                   |

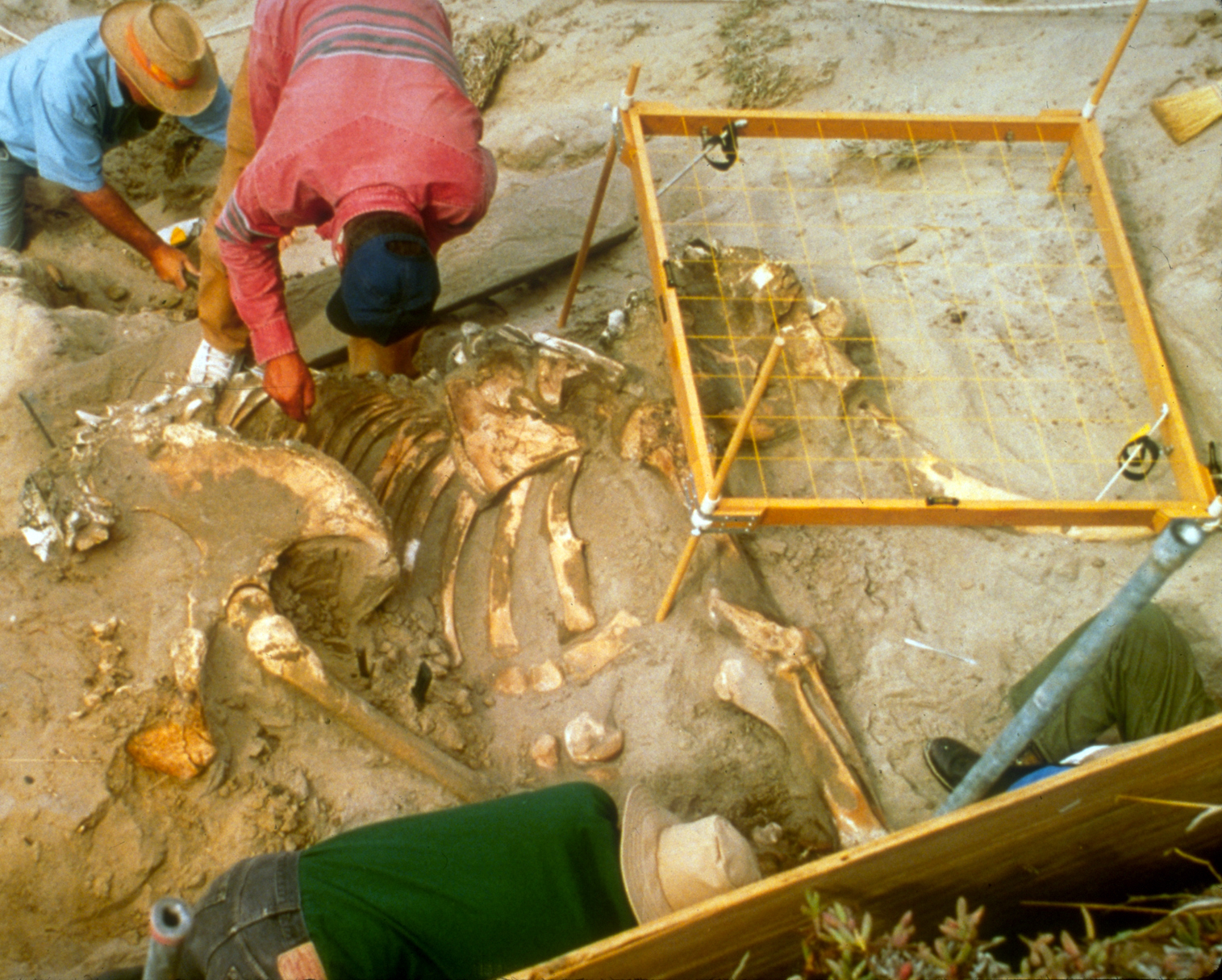
Wydobywanie szczątków mamuta karłowatego, który wyewoluował z mamuta kolumbijskiego na kalifornijskich Channel Islands

Jako że wiele szczątków każdego gatunku mamutów pochodzi z kilku lokalizacji, możliwa jest rekonstrukcja historii ewolucyjnej rodzaju poprzez badania morfologiczne. Gatunki mamutów można zidentyfikować dzięki liczbie rzędów na szkliwie (bądź płytek) na zębach trzonowych. Prymitywne gatunki cechowały się trzonowcami o kilku zaledwie rzędach szkliwa, których liczba wzrastała stopniowo wraz z powstawaniem nowych gatunków, żywiących się bardziej ścierającym pożywieniem. Korony stały się wyższe, czaszki również odpowiednio zwiększyły swą wysokość. W tym samym czasie nastąpiło skrócenie czaszek w wymiarze przednio-tylnym, redukujące masę głowy. Krótkie, wysokie czaszki mamutów: włochatego i kolumbijskiego były zwieńczeniem tego procesu.
Pierwsi znani przedstawiciele rodzaju mamut (Mammuthus) żyli na kontynencie afrykańskim – Mammuthus subplanifrons w pliocenie, a Mammuthus africanavus w plejstocenie. Tego pierwszego uważa się za przodka form późniejszych. mamuty pojawiły się w Europie około 3 miliony lat temu. Najwcześniejszym europejskim gatunkiem był Mammuthus rumanus, który rozprzestrzenił się nie tylko po Europie, ale również w Chinach. Znane są jedynie jego trzonowce, noszące na sobie od 8 do 10 rzędów szkliwa. Populacja ewoluowała, tworząc z czasem 12–14 rzędów, oddzielając się i zastępując wcześniejszą formę. W ten sposób powstał mamut południowy, Mammuthus meridionalis, przed około 2–1,7 miliona lat. Ten z kolei gatunek zastąpiony został przez mamuta stepowego (M. trogontherii) o 18–20 rzędach, który wyewoluował we wschodniej Azji około 2–1,5 miliona lat temu. Mamut kolumbijski powstał z populacji M. trogontherii (wcześniej sądzono, że z M. meridionalis), która przekroczyła dzisiejszą Cieśninę Beringa (zobacz Beringia) i wkroczyła do Ameryki Północnej około półtora miliona lat temu. Zachowała ona podobną liczbę rzędów na szkliwie. Mamuty pochodzące od M. trogontherii wykształciły zęby trzonowe o 26 rzędach szkliwa 400 000 lat temu na Syberii, stając się mamutami włochatymi (M. primigenius). Zwierzęta te wkroczyły na kontynent północnoamerykański około 100 000 lat temu.

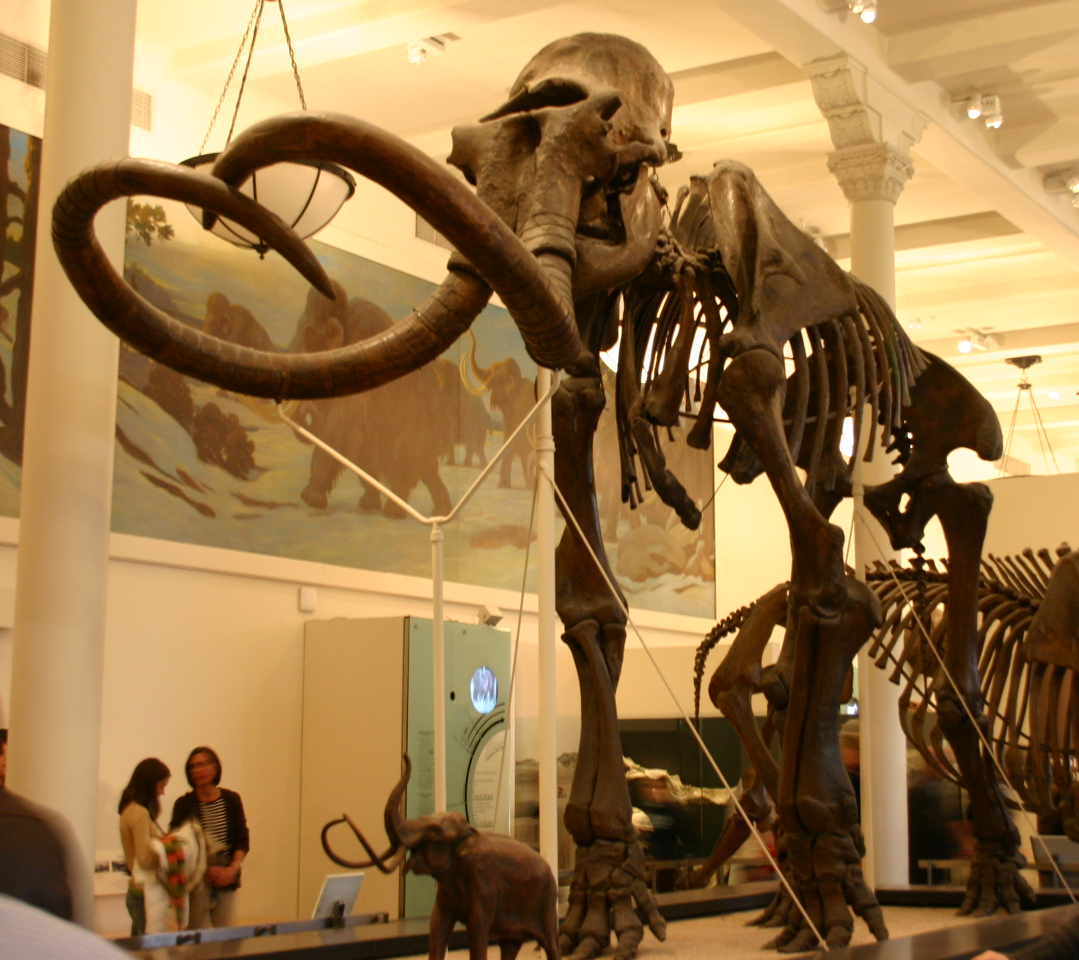
Okaz wcześniej zaliczany M. jeffersonii, który teraz uznaje się za synonim, bądź za hybrydę pomiędzy mamutem kolumbijskim a włochatym, Amerykańskie Muzeum Historii Naturalnej

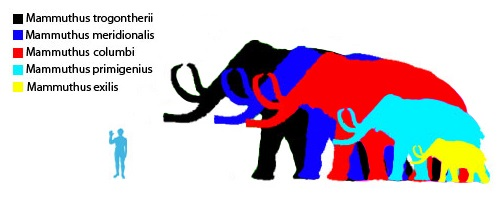
Sylwetki różnych gatunków mamutów, na czerwono zaznaczony mamut kolumbijski, na żółto namalowany mamut karłowaty, do niedawna uważany za najmniejszego przedstawiciela tego rodzaju

Populacja mamutów kolumbijskich żyjąca pomiędzy 80 000 a 13 000 lat temu na kalifornijskiej Channel Islands, 10 km od brzegu Ameryki, zmniejszyła rozmiary osobnika do mniej niż połowy kontynentalnego mamuta kolumbijskiego. Dlatego też uznaje się je za odrębny gatunek o nazwie mamut karłowaty (M. exilis) bądź podgatunek M. c. exilis. Mamuty te prawdopodobnie dostały się na wyspy, dopływając do nich za czasów niskiego poziomu morza, następnie zaś uległy procesowi karłowacenia wyspowego z powodu ubogich źródeł pokarmu i mniejszych przestrzeni. Na wyspach znajdowano również kości większych osobników, nie wiadomo jednak, czy reprezentowały one pewien etap karłowacenia, czy też były później przybyłymi na wyspy mamutami kolumbijskimi.
Badanie kompletnego DNA mitochondrialnego (dziedziczonego w linii żeńskiej) wykazało, że dwa zbadane mamuty kolumbijskie, w tym morfologicznie typowy „Huntington mammoth”, tworzyły klad w obrębie mamuta włochatego. Sugeruje to, że te dwie populacje krzyżowały się ze sobą, dając płodne potomstwo. Jednym z możliwych wyjaśnień jest introgresja haplogrupy z mamuta włochatego do kolumbijskiego, bądź w drugą stronę. Podobną sytuację udokumentowano u współczesnych gatunków słoni z rodzaju Loxodonta, słonia afrykańskiego i słonia leśnego. Autorzy publikacji sugerują też, że północnoamerykański typ mamuta, wcześniej określany nazwą M. jeffersonii, może stanowić krzyżówkę pomiędzy wspomnianymi dwoma gatunkami, jako że morfologicznie prezentuje cechy pośrednie. Naukowcy nie oczekiwali takich konkluzji. Dla wyjaśnienia tej sytuacji wymagane będą kolejne analizy z wykorzystaniem jądrowego DNA i większej ilości osobników.

## Budowa

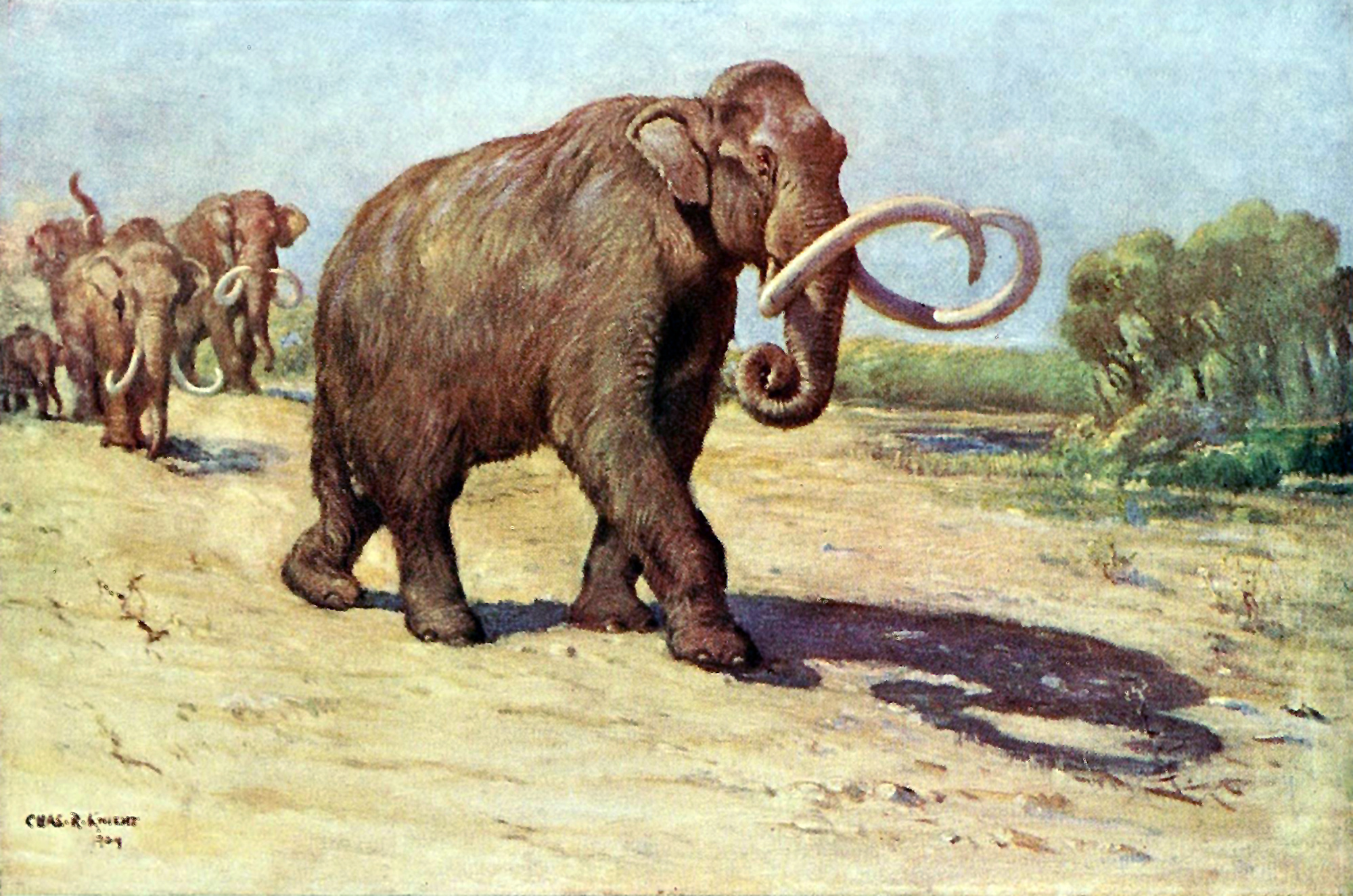
Rodzina mamutów w trakcie chodu. Rekonstrukcja z 1909 autorstwa Knighta, bazująca na okazie z Amerykańskiego Muzeum Historii Naturalnej, rozmieszczenie futra jest czysto hipotetyczne

Samce miały zazwyczaj 3,6–3,9 m wysokości w kłębie (rekordowe osobniki dochodziły do 4,5–4,7 m). Ważyły zwykle 8–12 ton (maks. do 15–17 t). Był nieco mniejszy, niż reprezentanci wcześniejszych gatunków mamutów – mamuta południowego i mamuta stepowego, był zaś większy od mamuta włochatego i współczesnego słonia afrykańskiego, osiągających zwykle 2,8–3,2 m wysokości. Samce były ogólnie większe i bardziej potężne. Do identyfikacji płci najlepiej wykorzystać obręcz miedniczną, jako że jej dolne ograniczenie, tworzące kanał rodny, jest u samic zawsze szersze, niż u samców. Jak i inne mamuty, mamut kolumbijski miał wysoką głowę o pojedynczym sklepieniu i opadający ku tyłowi grzbiet o wysokim garbie nad ramionami, tworzonym przez wyrostki kolczyste kręgów grzbietowych, stopniowe coraz krótsze w kierunku od przodu ku tyłowi. Osobniki młodociane miały natomiast wypukłe grzbiety, jak współczesne słonie indyjskie. Przednia część szczęk i żuchwy była krótka, głęboka, szew żuchwy był zaokrąglony, a wyrostek dziobiasty sterczał poniżej powierzchni trzonowców.
Poza większymi rozmiarami i bardziej prymitywnymi zębami trzonowymi mamut kolumbijski różnił się od mamuta włochatego także skierowanym bardziej ku dołowi spojeniem żuchwy. Zębodoły ciosów kierowały się bardziej bocznie. Ogon osiągał długość pośrednią pomiędzy notowaną u współczesnych słoni i u mamuta włochatego. Nie znaleziono żadnych tkanek miękkich mamuta kolumbijskiego, wobec czego znacznie mniej wiadomo o jego wyglądzie, niż w przypadku mamuta włochatego. Zwierzę to żyło w cieplejszym środowisku, niż mamut włochaty. Prawdopodobnie nie wykształciło wielu adaptacji obserwowanych u tamtego gatunku. Włosy przypisywane mamutowi kolumbijskiemu odkryto w Bechan Cave w Utah, gdzie znaleziono także odchody mamutów. Część z tych włosów jest szorstkich, identyczne przypisuje się mamutowi włochatemu, jednakże miejsce to leży za daleko na południu, by przynależność włosów do tego gatunku była prawdopodobna. Rozmieszczenie i gęstość futra mamuta kolumbijskiego pozostaje nieznana, jednak było ono prawdopodobnie mniej gęste, niż u mamuta włochatego – ze względu na cieplejsze środowisko, w którym żył ten ssak.

### Uzębienie

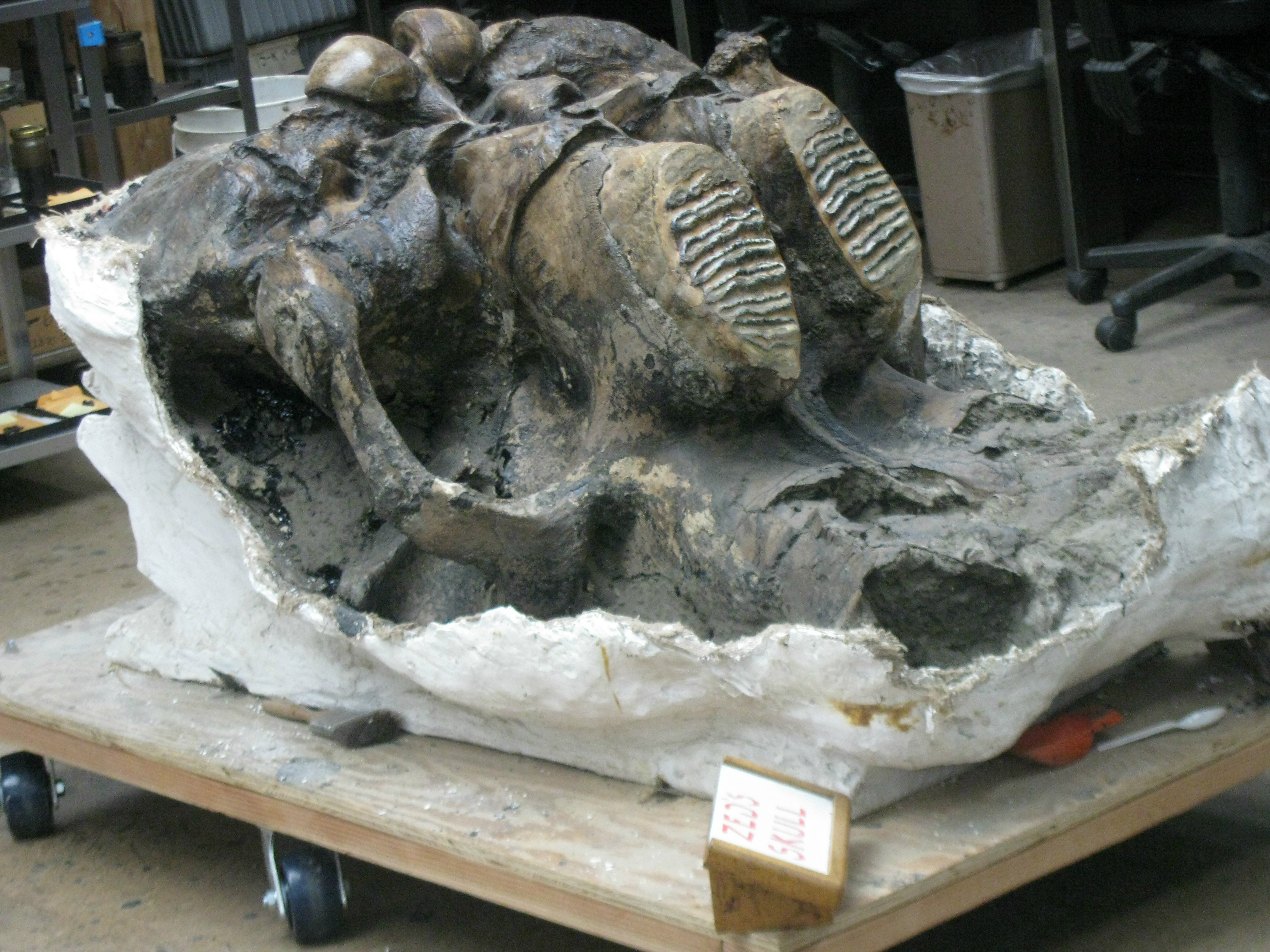
Podstawa czaszki samca z La Brea nazywanego „Zed”, widoczne górne zęby trzonowe

Mamut kolumbijski cechował się bardzo długimi ciosami będącymi zmodyfikowanymi siekaczami, bardziej zakrzywionymi, niż u współczesnych słoni. Największy znany cios mamuta mierzył 4,9 m długości i należał właśnie do mamuta kolumbijskiego. Długość innych mieściła się w zakresie 3,5–4,121 m. Ciosy mamuta kolumbijskiego zazwyczaj nie były dużo większe od należących do mamutów włochatych, mierzących 4,2 m. Ciosy samic były znacznie mniejsze i cieńsze. Około ćwierć długości ciosu była schowana w zębodołach; wyrastały one spiralnie w przeciwnym kierunku z podstawy, zakrzywiały się przed wierzchołkiem, skierowany ku ciosowi strony przeciwnej, niekiedy się krzyżując. Większa część ich masy leżała blisko czaszki, dzięki czemu moment siły był mniejszy, niż gdyby zęby te rosły prosto. Zazwyczaj były asymetryczne, występowała znaczna zmienność. Niekiedy skręcały w dół zamiast na zewnątrz. Niekiedy skracały je złamania. Ciosy mamutów kolumbijskich były zazwyczaj mniej skręcone niż należące do mamutów włochatych. Słonięta w wieku sześciu miesięcy rozwijały ciosy wchodzące w skład uzębienia mlecznego, mierzące kilka centymetrów. Ciosy zaliczane do uzębienia stałego zstępowały je po roku. Cios rósł rokrocznie od 2,5 do 15 cm przez całe życie zwierzęcia, jednak wolniej po osiągnięciu przezeń dorosłości
Mamut kolumbijski miał jednocześnie 4 funkcjonalne trzonowce: 2 w szczękach i 2 w żuchwie. Około 23 cm korony leżało w kości, wystawało 2,5 cm. Zużywająca się korona przesuwała się do przodu i do góry, jak w przenośniku taśmowym. Zęby oddzielały grzbiety szkliwa, pokryte pryzmami skierowanymi wzdłuż powierzchni żującej. Oporne na ścieranie, łączyły się z cementem i zębiną. Trzonowce mamutów były zastępowane pięć razy w ciągu życia zwierzęcia. Pierwsze trzonowce osiągały wielkość swych ludzkich homologów: 1,3 cm. Trzecie miały 15 cm długości. Szóste zaś osiągały 30 cm długości i masę 1,8 kg. Po każdym zastąpienie trzonowce były większe. Liczba płytek różniła się międzyosobniczo. Grzebień mierzący 18 cm rósł przez 10,6 roku.

## Paleobiologia

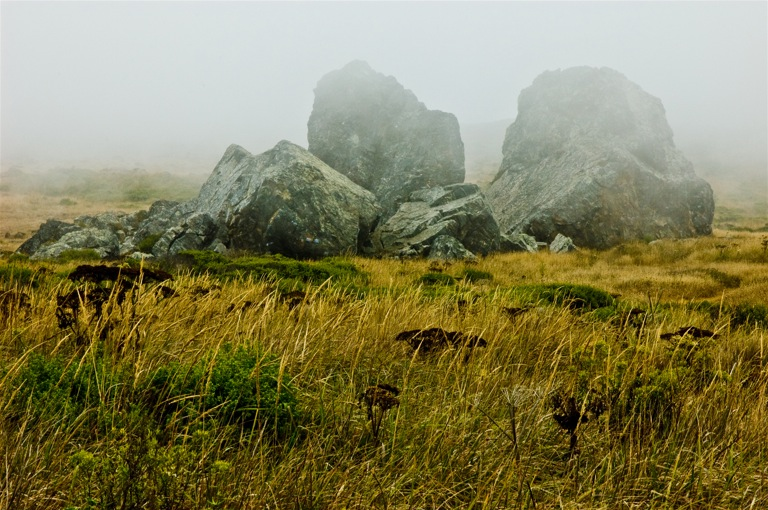
Wychodnia w Goat Rock Beach, gdzie być może ocierały się mamuty kolumbijskie

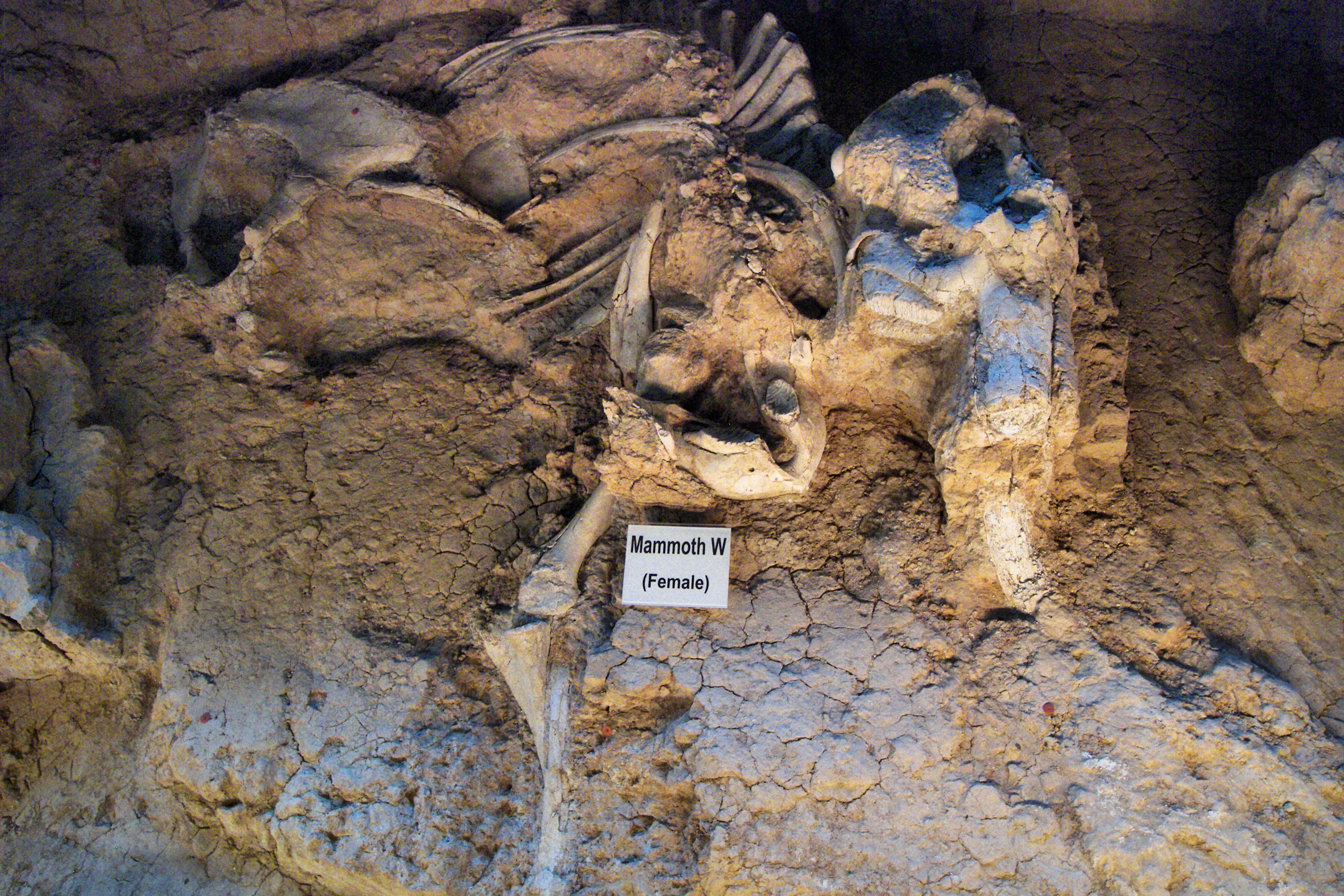
Okaz samicy, tzw. „mamut W” w Waco Mammoth National Monument

Jak współczesne słonie, mamuty miały wrażliwą na bodźce, umięśnioną trąbę, przypominającą kończynę i spełniającą wiele funkcji. Służyła ona do manipulowania przedmiotami i w interakcjach społecznych. Choć zdrowy dorosły mamut potrafił sam obronić się przed drapieżnikami z pomocą swych ciosów, trąby i rozmiarów, osobniki młodociane i osłabione dorosłe były podatne na ataki drapieżników polujących w grupie, jak wilki czy wielkie koty. Kości osobnika młodocianego pozostawione przez szablozębnego kota Homotherium znaleziono w Friesenhahn Cave w Teksasie. Ciosy mogły być też wykorzystywane w walkach międzyosobniczych wewnątrz gatunku o terytorium bądź o partnera lub w pokazach, by przyciągnąć samicę i onieśmielić rywali. Mamuty kolumbijskie o zablokowanych wzajemnie ciosach znalezione w Nebrasce stanowią dowód na walki pomiędzy mamutami. Zwierzęta te używały swych ciosów jako broń poprzez pchnięcia, zamachy i zderzenia. Podczas walki zazębiały wzajemnie ciosy, co czasami prowadziło do złamań. Krzywizna ciosów uniemożliwiała kłucie nimi. Na Goat Rock Beach w Parku Stanowym Sonoma Coast wychodnie łupków niebieskich i rogowców ukazują dowody na obecność mamutów kolumbijskich bądź mastodontów. Na skałach na wysokości 3–4 m widnieją wypolerowane powierzchnie, wytarte przez mamuty kolumbijskie lub mastodonty. Skały te nazywane są przez to „Mammoth Rocks”. Gładkie powierzchnie leżą głównie przy krawędzi. Skały te przypominają podobne skały w Afryce, wykorzystywane przez słonie i inne duże zwierzęta roślinożerne do pozbycia się błota i pasożytów. Podobne skały spotyka się w Hueco Tanks w Teksasie oraz w Cornudas Mountain w Nowym Meksyku.

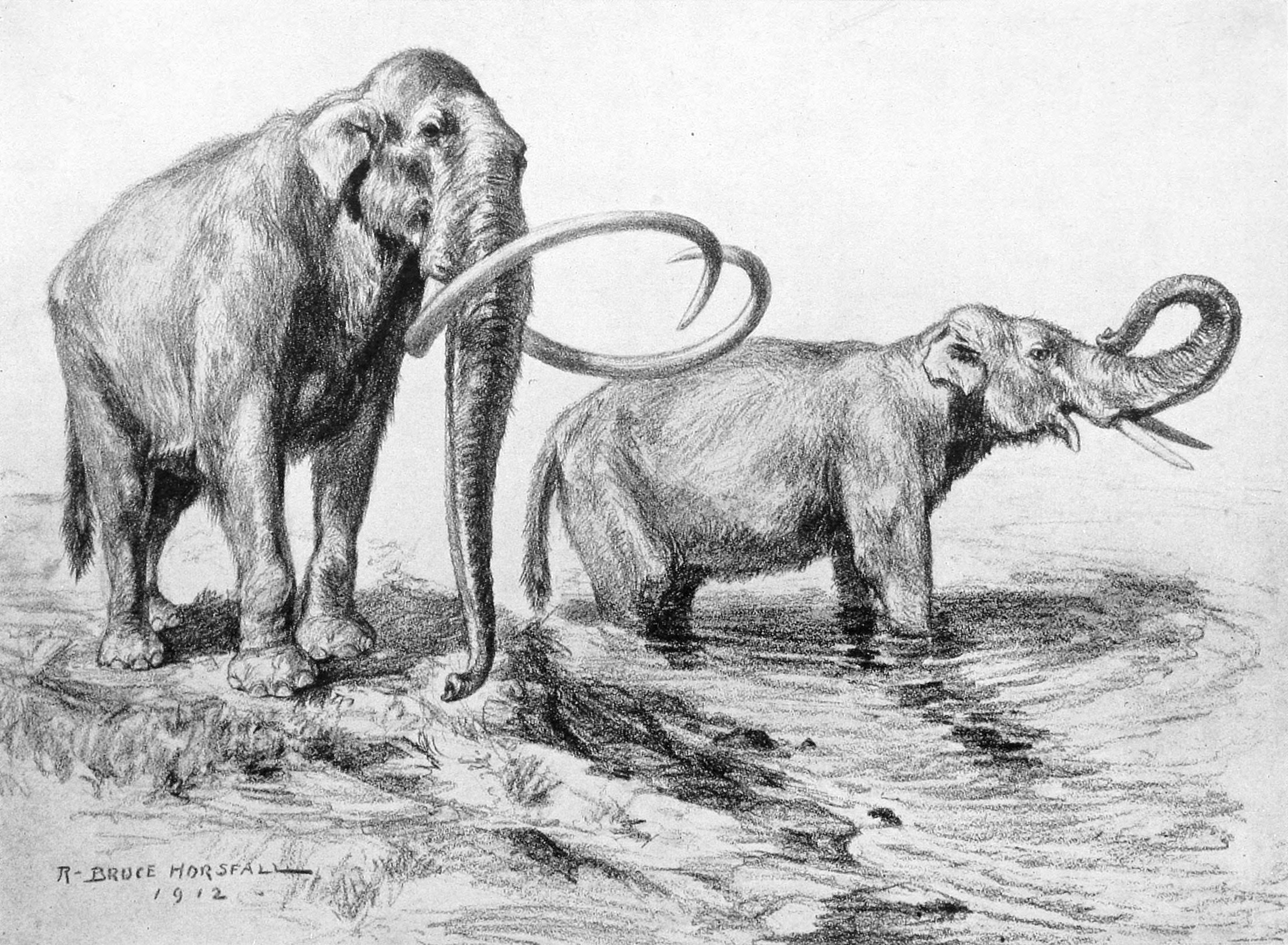
Rekonstrukcja pary zwierząt nad jeziorem, Robert Bruce Horsfall, 1912

Miejsca akumulacji szczątków współczesnych słoni noszą nazwę cmentarzysk słoni, gdyż kiedyś uważano, że stare zwierzęta przychodzą tam, by umrzeć. Znaleziono podobne zakumulowane pozostałości mamucich kości. Uważa się je wedle jednego z wyjaśnień za efekt umierania zwierząt w okolicach rzek przez tysiące lat. Ich kości zabrała woda (na przykład rzeka Acuilla przepływające przez Florydę). Mogą też pochodzić od osobników, które zginęły zagrzebane w mule. Pewne zbiory kości uważane są też za pozostałości stad zmarłych w tym samym czasie, być może na skutek powodzi. Mamuty kolumbijskie okazjonalnie zachowywały się w osadach wulkanicznych, jak skały w Tocuila w meksykańskim Texcoco, gdzie lahar pokrył przynajmniej 7 osobników 12 500 lat temu. Nie wiadomo, jak dużo mamutów żyło w jednym czasie w jednym miejscu, ale prawdopodobne wydaje się, że liczba ta zależała od pory roku i cyklu życiowego. Współczesne słonie potrafią gromadzić się w duże stada, czasami składające się z wielu grup rodzinnych. Tysiące zwierząt mogą w ten sposób migrować razem. Mamuty mogły tworzyć duże stada częściej, niż współcześnie żyjące słonie, gdyż zwierzęta zamieszkujące otwarte przestrzenie wykazują ku temu większą tendencję niż mieszkańcy lasów. Pozostaje niejasne, w jakim stopniu mamuty kolumbijskie migrowały. Analiza izotopowa z Blackwater Draw w Nowym Meksyku wskazuje, że spędzały część roku w Górach Skalistych, 200 km dalej. Badania słojów ciosów mogą wzbogacić przyszłe analizy wędrówek mamutów.
Jak współczesne słonie, mamuty kolumbijskie były najprawdopodobniej zwierzętami społecznymi i żyły w matriarchalnych grupach rodzinnych. Większość ich zachowań społecznych przypominało behawior dzisiejszych słoni. Pogląd ten wspierają nagromadzenia skamieniałości jak w Dent Site w Kolorado czy Waco Mammoth National Monument w Waco w Teksasie. Znaleziono tam pozostałości grupy składającej się w całości z samic i młodych. Świadczy to o matriarchacie. Ostatnie z wymienionych znalezisk obejmuje 22 szkielety, z których 15 reprezentuje stado samic i młodych, które straciły życie w pojedynczej katastrofie, prawdopodobnie podczas powodzi. Ułożenie niektórych szkieletów sugeruje, że samice mogły tworzyć wokół młodych ochronny pierścień. W tym samym miejscu poległa inna grupa, składająca się z samca i sześciu samic, także prawdopodobnie z powodu powodzi. Czas ich śmierci szacuje się na między 64 000 i 73 000 lat temu. Nie wiadomo, czy obie grupy poniosły śmierć w wyniku tego samego zdarzenia. W Murray Springs Clovis Site w Arizonie wydobyto kilka szkieletów mamutów kolumbijskich. Ślady podobne do pozostawianych przez współczesne słonie prowadziły do jednego ze szkieletów. Mamut mógł pozostawić ślady, nim zmarł. Mógł je też zostawić inny osobnik, zbliżając się do umierającego. W podobny sposób słonie strzegą swych umierających krewnych przez kilka dni.

### Naturalne pułapki

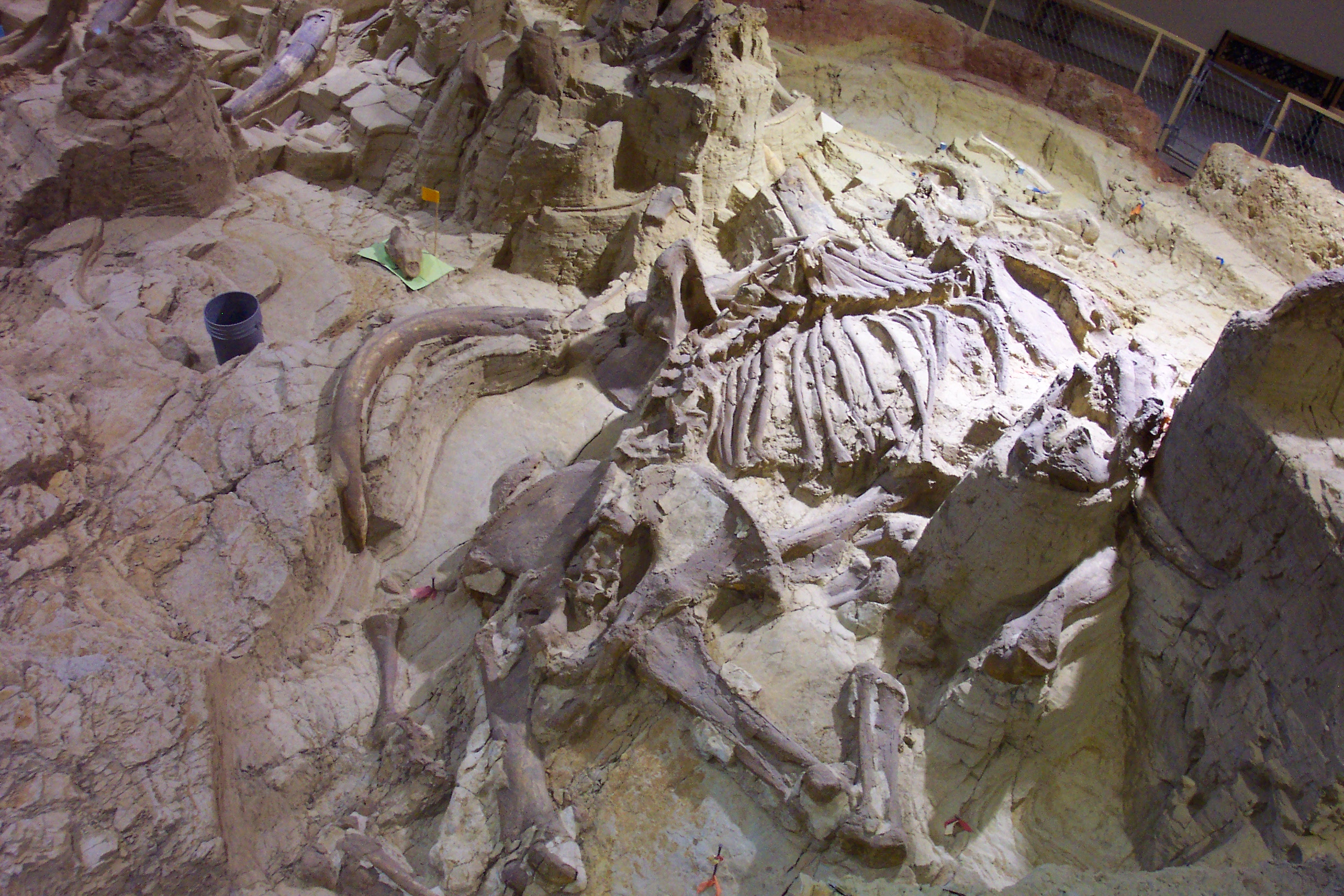
Częściowo wydobyty szkielet sprzed 26 000 lat, należący do samca nazwanego „Murray” z Hot Springs Mammoth Site

Wiele okazów zebrało się także w naturalnych pułapkach, jak leje krasowe czy zagłębienia wypełnione smołą. Hot Springs Mammoth Site w Dakocie Południowej to liczący 26 000 lat i średnio 40 m długości lej krasowy, działający jak pułapka przez od 300 do 700 lat, nim wypełniły go osady. Jest to scenariusz odwrotny, niż ten z Waco. Wszystkie z przynajmniej 55 szkieletów (co roku wydobywane są nowe okazy) prócz jednego stanowią samce. Wpadały w pułapkę przez dłuższy czas, nie dostały się doń na skutek jednego zdarzenia. Podejrzewa się, że podobnie jak dzisiejsze samce słoni samce mamutów wiodły samotnicze życie, nie stroniły od ryzyka (szczególnie młode osobniki) i były bardziej skłonne do niebezpieczeństwa niż samice. Do zagłębienia mogła przyciągnąć je ciepła woda lub roślinność rosnąca przy brzegu, mogły potknąć się, po czym utonąć bądź umrzeć z głodu. Badania izotopowe słojów przyrostu rocznego ciosów wykazały, że większość mamutów zginęła wiosną i latem, co może wiązać się z roślinnością w otoczeniu leju krasowego. Jeden z osobników, ochrzczony imieniem „Murray”, położył się na boku i prawdopodobnie zmarł w tej pozycji, próbując się uwolnić. Głębokie ślady próbujących wydostać się mamutów w błocie leja widać w pionowo eksponowanych przekrojach leja.

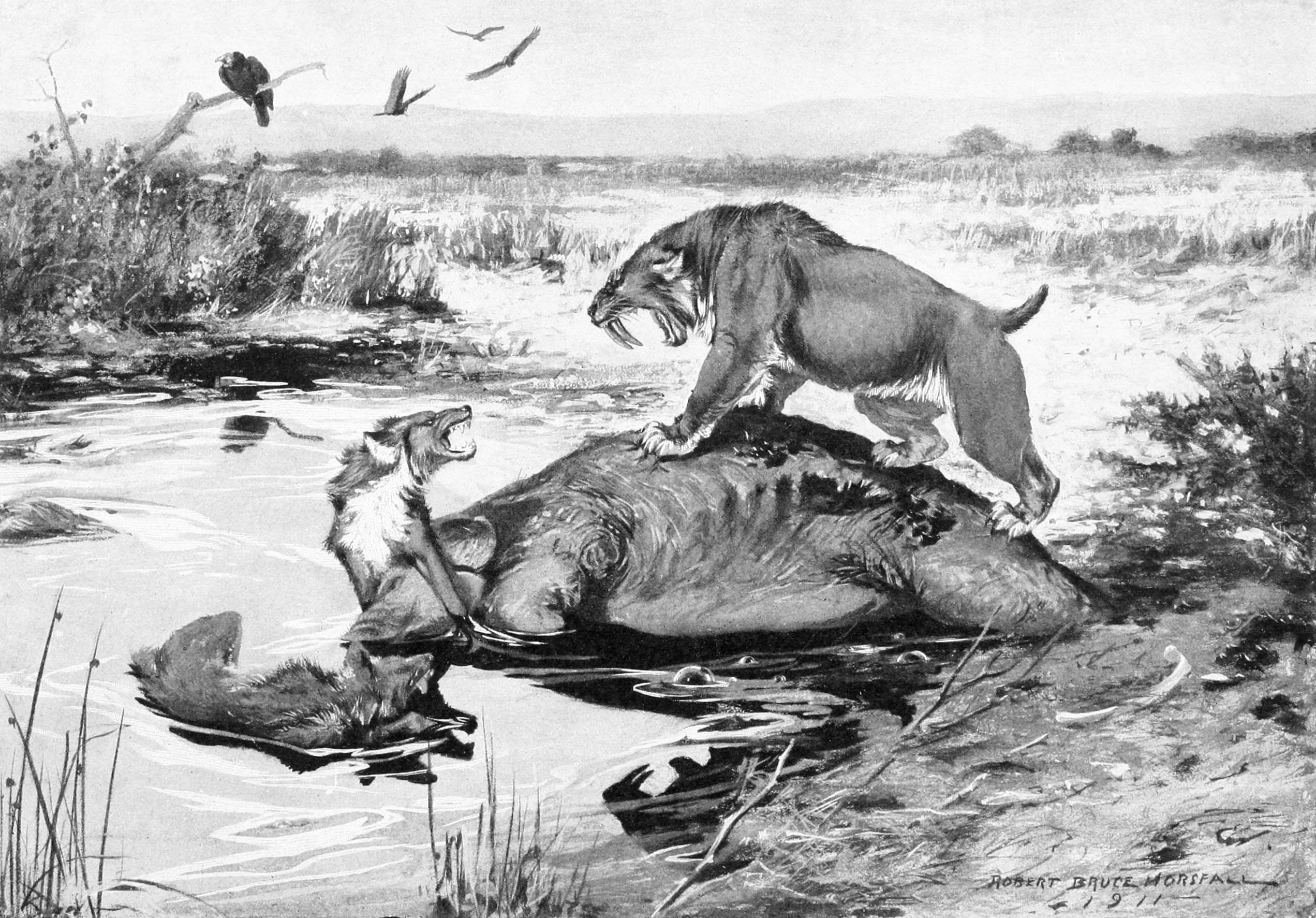
Wilki Canis dirus walczą z szablozębnym Smilodon o padlinę mamuta kolumbijskiego w La Brea Tar Pits, Robert Bruce Horsfall, 1911

Od początku XX wieku wykopy w La Brea Tar Pits w Los Angeles dostarczyły 100 ton skamieniałości 600 gatunków flory i fauny, także kilku mamutów kolumbijskich. Wiele ze skamieniałości to szczątki zwierząt zatopionych w dziurach z asfaltem, wydobywającym się od 40 000 do 11 500 lat temu. Pył i liście prawdopodobnie pokrywały płynny asfalt, tworząc pułapkę dla nieostrożnych zwierząt. Pogrążone w asfalcie, zwierzęta umierały z głodu i pragnienia. Ich ciała przyciągały drapieżników, którzy także wpadali w pułapkę. Zapis kopalny zagłębienia ze smołą zdominowany jest przez szczątki drapieżników, jak wielkie psowate i kotowate. Skamieniałości różnych zwierząt znajdowane są razem. Doły ze smołą nie zachowują tkanek miękkich. Badanie z 2014 mające na celu wyodrębnienie kwasu deoksyrybonukleinowego mamuta kolumbijskiego wykazało, że asfalt może degradować DNA uwięzionych w nim zwierząt.

### Pożywienie

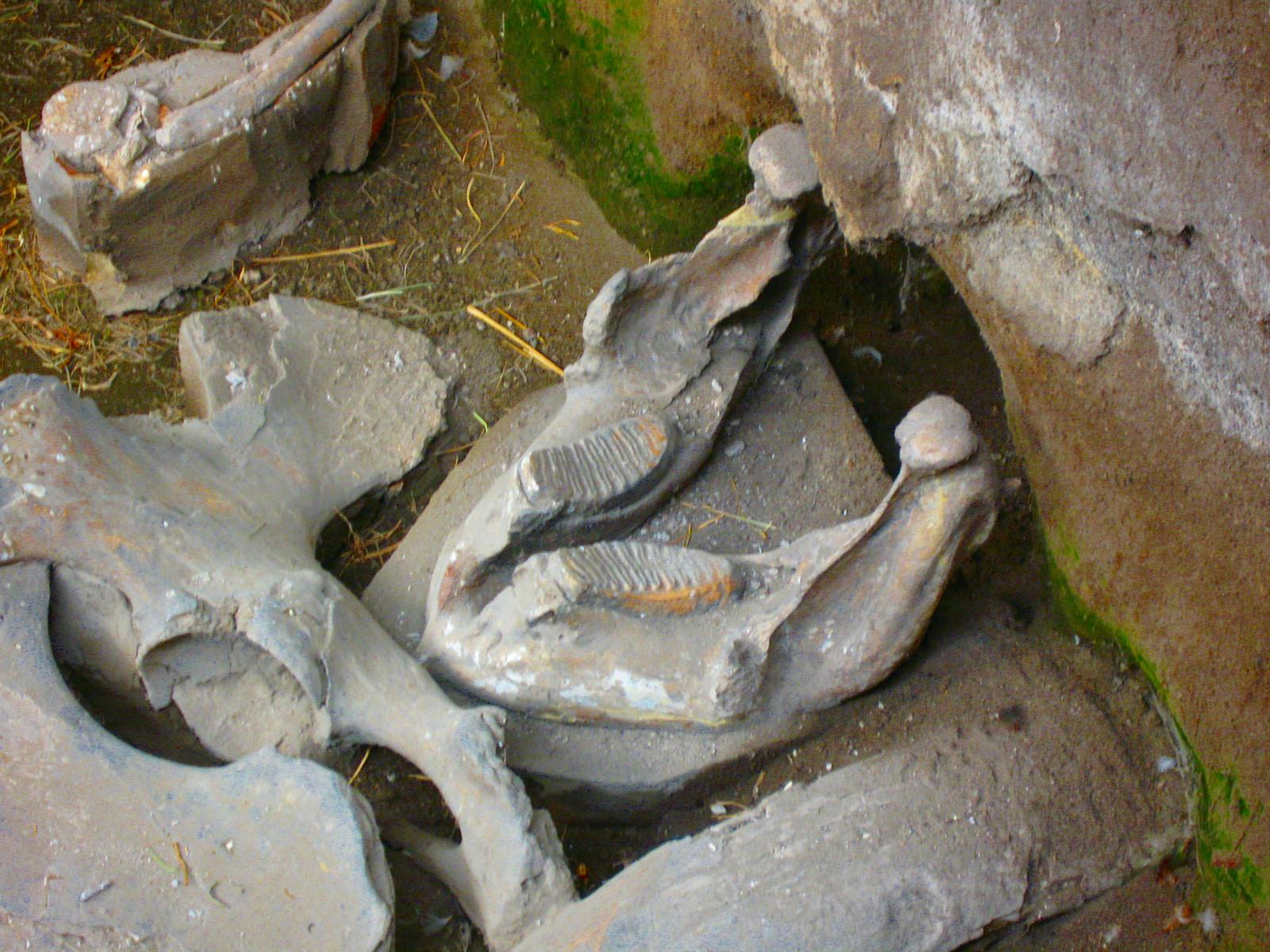
Żuchwa z dolnymi zębami trzonowymi w laharze, Museo Paleontológico en Tocuila w Meksyku

Dorosły mamut kolumbijski potrzebował ponad 180 kg jedzenia dziennie, mógł żerować aż 20 godzin na dobę. Mamuty przeżuwały pokarm dzięki swym silnym mięśniom przesuwającym żuchwę w przód i zamykającym jamę ustną, potem zaś cofającym żuchwę przy otwieraniu ust. Ostre grzbiety szkliwa brały udział w cięciu i rozdrabnianiu pokarmu. Były oporne na ścieranie, pozwalając zwierzęciu na żucie wielkich ilości jedzenia zabrudzonego piaskiem. Trąba mogła służyć podnoszeniu dużych kęp trawy, zrywaniu pąków i kwiatów bądź liści i gałązek drzew i krzewów. Ciosy wykorzystywane były do wykopywania roślin z ziemi i odzierania drzew z kory. Kopanie zaznacza się na zachowanych ciosach w postaci płaskich, wypolerowanych miejsc na powierzchniach, które mogły sięgnąć ziemi. Analiza izotopowa szkliwa mamutów kolumbijskich z Meksyku i USA wykazała różnice w diecie w zależności od miejsca. Ssaki te jadły rośliny C3 (patrz: asymilacja węgla; zalicza się doń większość roślin) i C4 (jak trawy), nie ograniczały się do skubania traw i zrywania gałązek.

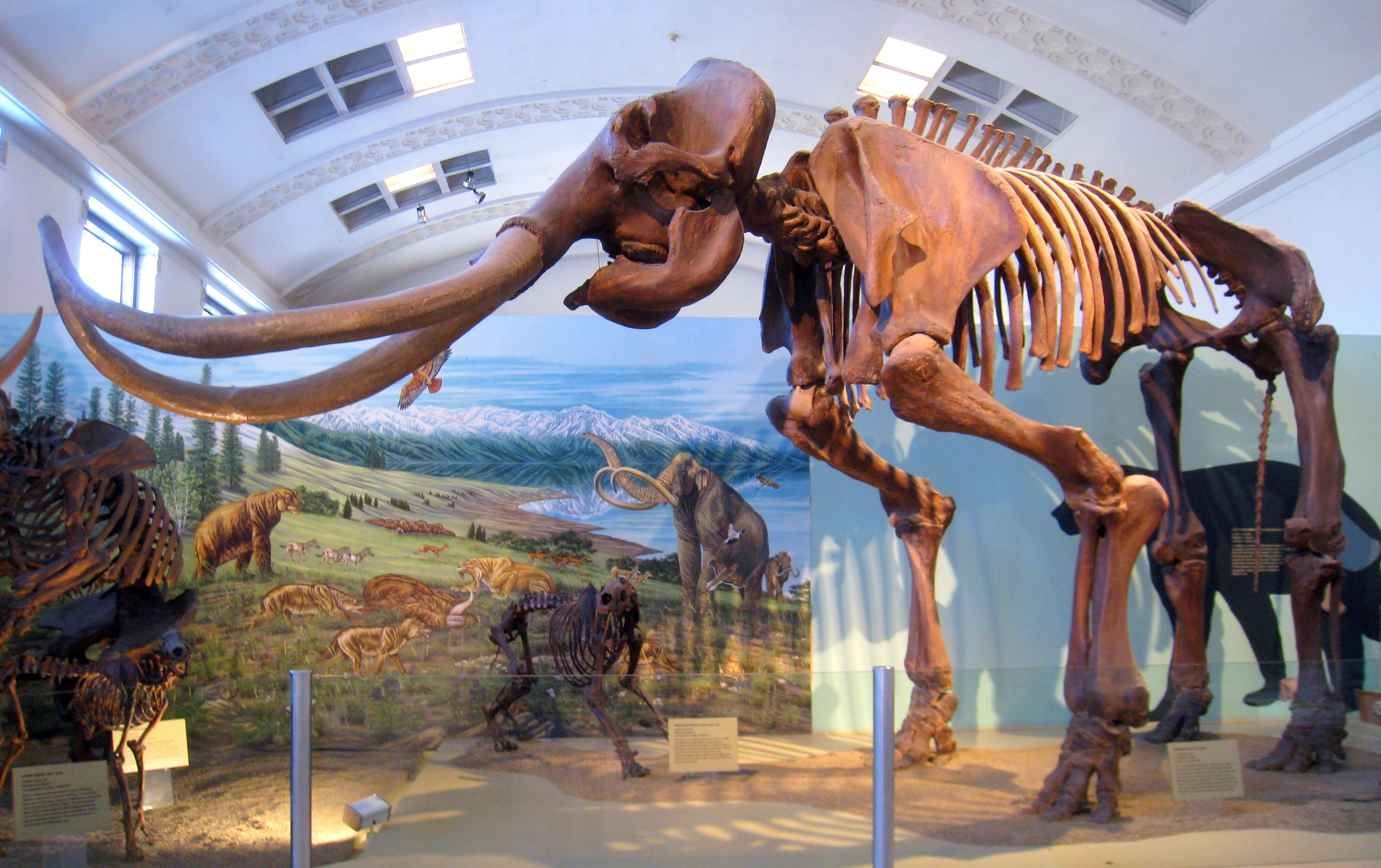
Odlew starego samca zwanego „Huntington mammoth” z zachowaną zawartością żołądka w Natural History Museum of Utah

Zawartość żołądków mamutów kolumbijskich zachowuje się rzadko, jako że nie znajduje się trucheł, jednakże szczątki roślinne odkryto pomiędzy miednicą a żebrami osobnika nazwanego „Huntington mammoth”, odkrytego w Utah. Pod mikroskopem zauważono, że pozostałości te zawierały pozostałości takich roślin, jak ciborowate, trawy, gałązki i igły jodły, dąb i klon. Duża ilość mamucich odchodów znaleziona została w dwóch jaskiniach w Utah. Suche warunki i stabilna temperatura Bechan Cave (bechan oznacza w języku nawaho „duży kał”) pozwoliły zachować się odchodom słoniowatych, prawdopodobnie mamutów kolumbijskich, sprzed 16 000–13 500 lat. Kał składa się w 95% z przetrawionych części trawy i ciborowatych, od 0 do 25% zaś z roślin zdrewniałych w różnych bobkach. Zaliczają się doń bylica, Betula occidentalis i świerk kłujący. Widać tu podobieństwo do diety mamuta włochatego, choć dla mamuta kolumbijskiego istotniejsze były nisko rosnące rośliny. Grubość warstwy zachowanego łajna osiąga 41 cm, przy objętości 227 m³, a średnica największych bobków osiąga 20 cm. Kał z Bechan mógł zostać oddany przez niewielką grupę mamutów we względnie krótkim czasie, jako że dorosłe słonie afrykańskie oddają średnio 11 kg kału co 2 godziny każdego dnia
Zaproponowano, że wielkie północnoamerykańskie owoce roślin takich jak żółtnica pomarańczowa, kłęk amerykański i glediczja trójcierniowa koewoluowały razem z obecnie wymarłą amerykańską megafauną, obejmującą też mamuty i inne trąbowce, jako że nie ma obecnie endemicznych północnoamerykańskich roślinożerców zdolnych połknąć ich owoce i rozprzestrzenić nasiona. Introdukowane bydło i konie przejęło tę rolę w ekosystemie.

### Cykl życiowy

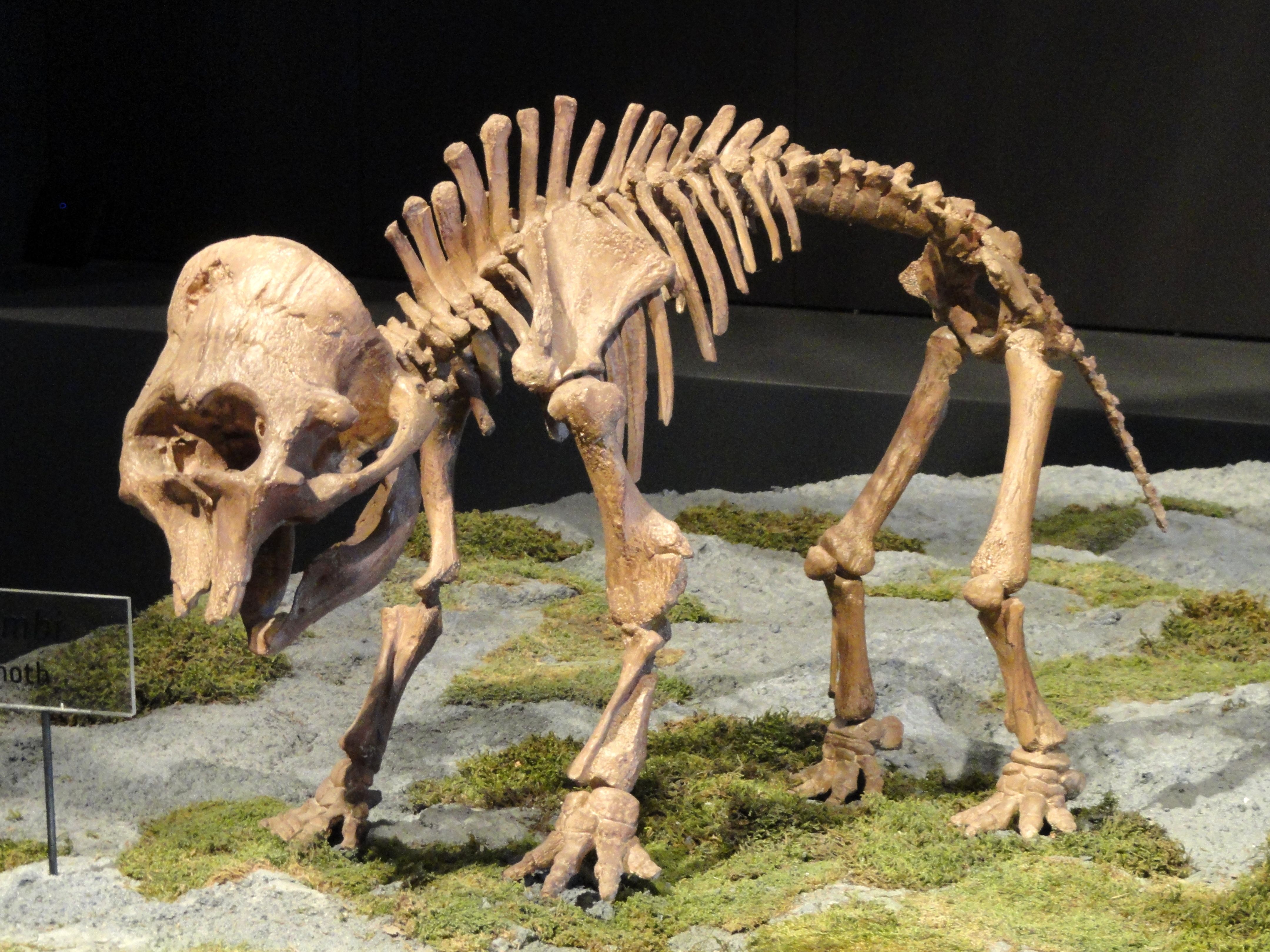
Szkielet słoniątka w Natural History Museum of Utah, widać względnie duże kości czaszki

Długość życia mamuta kolumbijskiego szacuje się na około 80 lat. Długość życia ssaka zależy od jego wielkości. Mamut kolumbijski przewyższał rozmiarami współczesne słonie, żyjące około 60 lat. Wiek mamuta można mniej więcej ocenić, licząc słoje przyrostu rocznego jego ciosów w przekroju. Jednak nie bierze się wtedy pod uwagę najmłodszych lat życia mamuta, kiedy jeszcze nie miał ciosów uzębienia stałego. Każda główna linia reprezentuje jeden rok, pomiędzy nimi są linie tygodniowe i dzienne. Ciemne paski odpowiadają latom, co pozwala na ocenę, w jakiej porze roku zginął dany osobnik. Wzrost ciosów spowalniał, gdy było trudniej o pokarm, jak w czasie choroby zwierzęcia czy też gdy samiec opuszczał swoje stado. Samce słoni żyją w stadach do wieku około dziesięciu lat.
Mamut rósł jeszcze po osiągnięciu dorosłości, jak to się dzieje w przypadku słoni. Samce rosły do wieku 40 lat, samice do 25. Ciąża trwać mogła 21-22 miesiące, jak u słoni. Mamut kolumbijski miał 6 zestawów trzonowców w przeciągu całego życia. W wieku 6–12 miesięcy ząbkowaniu ulegał drugi zestaw, pierwszy wypadał w wieku 18 miesięcy. Trzeci zestaw zębów trzonowych służył zwierzęciu przez dekadę. Proces ten powtarzał się, dopóki szósty zestaw zębów nie pojawił się w wieku lat 30. Kiedy ostatni zestaw zębów wypadał, zwierzę nie mogło dłużej żuć, wobec czego umierało z głodu.
Prawie wszystkie kręgi bardzo starego osobnika „Huntington mammoth” były zdeformowane przez chorobę. 4 kręgi lędźwiowe zrosły się ze sobą. Niektóre kości noszą ślady infekcji bakteryjnej – zapalenia kości i szpiku. Stan kości wskazuje, że zwierzę padło ze starości i niedożywienia.

## Rozmieszczenie geograficzne i siedlisko

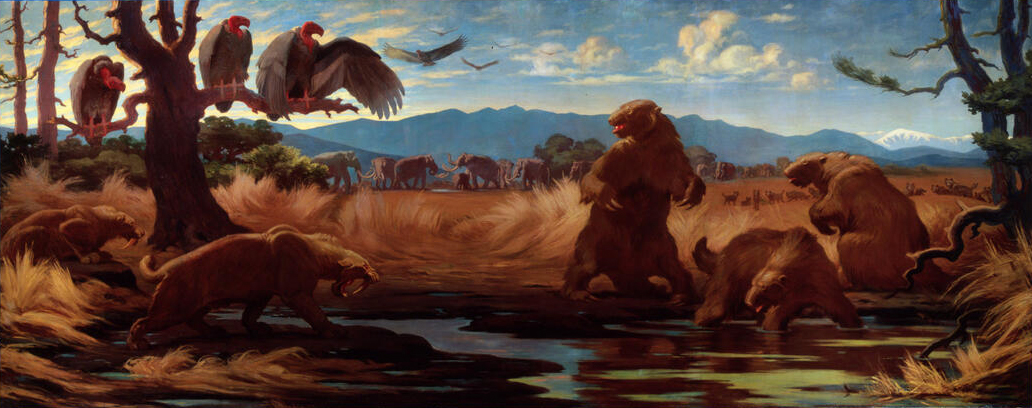
Środowisko wokół La Brea Tar Pits, w tle stado mamutów kolumbijskich, Charles R. Knight, 1921

Mamut kolumbijski zamieszkiwał południową połowę Ameryki Północnej, od północnej części dzisiejszych Stanów Zjednoczonych przez Meksyk aż do Kostaryki na południu. Jedno z kostarykańskich znalezisk, trzonowiec, ogłoszone zostało w 1963, ale później zaginęło. Środowisko w tych rejonach mogło tworzyć bardziej zróżnicowane siedliska, niż te zamieszkiwane przez mamuty włochate na północy. Część tych obszarów porastały trawa, rośliny zielne, drzewa czy krzewy. Skład flory zależał od regionu. Były to tereny trawiaste, sawanny i prerie północne z laskami osikowymi. Zaliczały się tu też tereny porosłe drzewami. Choć mamuty nie preferowały lasów, polany dostarczały im trawy i roślinności zielnej.

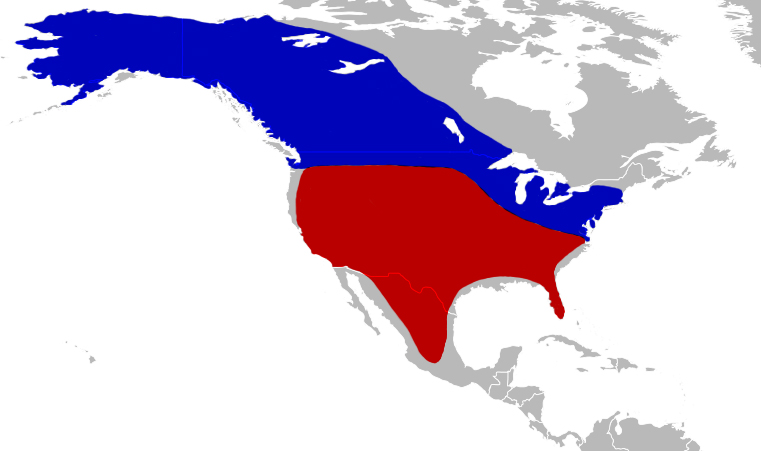
Rozmieszczenie geograficzne mamutów w Ameryce Północnej w oparciu o zapis kopalny. Zasięg mamuta kolumbijskiego zaznaczono na czerwono, natomiast mamuta włochatego – na niebiesko

Mamut kolumbijski dzielił siedliska z innymi wymarłymi dziś ssakami. Zaliczają się doń Glyptodon, Smilodon, naziemne leniwce, Camelops, mastodonty amerykańskie, żyły tam też konie i bizony. Nie zamieszkiwał arktycznej Kanady, gdzie żyły mamuty włochate. Skamieliny mamutów włochatych i kolumbijskich znajdywano w pewnych miejscach razem, na terenach, gdzie zachodziły na siebie ich zasięgi występowania. Zalicza się doń Hot Springs Site. Nie wiadomo, czy wymienione gatunki występowały sympatrycznie, zamieszkując te tereny w tym samym czasie, czy też mamuty włochate przemieszczały się na południe, kiedy nie było tam mamutów kolumbijskich. Mamut kolumbijski koegzystował natomiast z innymi wymarłymi trąbowcami Stegomastodon mirificus i Cuvieronius tropicus w Teksasie i Nowym Meksyku podczas wczesnego Irvingtonian.

## Relacje z ludźmi

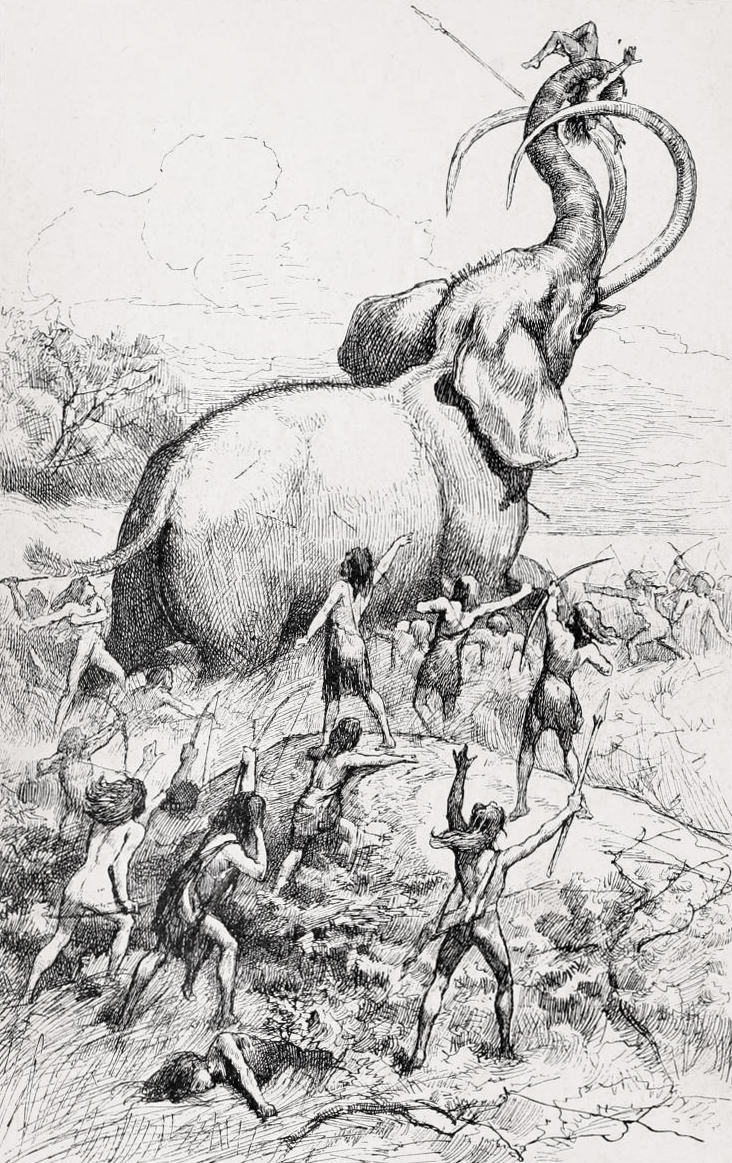
Polowanie na mamuta kolumbijskiego wedle J. Steeple'a Davisa, 1885

Ludzie dostali się do Ameryki przez Beringię. Pozostawili dowody swych interakcji z mamutami kolumbijskimi. Narzędzia wykonane ze szczątków mamutów kolumbijskich odkryto w kilku miejscach w Ameryce Północnej. W Tocuila w Meksyku mamucie kości zbierano 13 000 lat temu w celu produkcji odłupków i rdzeni. W Lange-Ferguson Site w Dakocie Południowej pozostałości dwóch mamutów znaleziono z dwoma liczącymi 12 800 lat rozłupcami otoczakowymi zrobionymi z mamuciej łopatki. Służyły one do rzeźnickiej obróbki mamutów. W tym samym miejscu znaleziono także ostrze z mamuciej kości, zaklinowane pomiędzy kośćmi mamuta. W Murray Springs archeolodzy odkryli liczący 13 100 lat przedmiot z kości udowej mamuta. Uznaje się go za narzędzie służące prostowaniu kości w celu produkcji drzewcy włóczni (Inuici używają podobnych).
Najwcześniejsze sugerowane dowody na zabijanie mamutów pochodzą sprzed 21 500 do 22 000 lat. Paleoindianie kultury Clovis, powstali przed siedmioma tysiącami lat, mogli zostać pierwszymi ludźmi, którzy na dużą skalę polowali na mamuty. Uważa się, że polowali na mamuty z wykorzystaniem grotów typu Clovis, rzucanych bądź ciskanych. Choć groty typu Clovis znaleziono wśród pozostałości mamutów kolumbijskich w kilku miejscach, archeolodzy nie zgadzają się, czy wszystkie te znaleziska reprezentują polowania, czy padlinożerność, czy też może stanowią przypadkową zbieżność. Samica z Naco-Mammoth Kill Site w Arizonie miała 8 grotów typu Clovis w okolicach czaszki, łopatki, żeber i innych kości. Stanowi ona przeto najbardziej przekonujący dowód na polowania. We współcześnie przeprowadzanych eksperymentach repliki włóczni zdolne są penetrować klatki piersiowe słoni afrykańskich z niewielkim uszkodzeniem ostrzy.
Inne miejsca dostarczają bardziej przypadkowych argumentów za polowaniem na mamuty, jak ułożone w stosy kości noszące ślady pozostawione przez działalność rzeźnika. Część z tych lokalizacji nie łączy się blisko z grotami typu Clovis. Lehner Mammoth-Kill Site i Dent Site, gdzie znaleziono liczne pozostałości osobników młodocianych i dorosłych wraz z pozostałościami rzeźnictwa i razem z grotami typu Clovis, interpretowano kiedyś jako ślady zabijania całych stad przez myśliwych Clovis. Jednakże analiza izotopowa wykazała, że chodzi o akumulację osobników zmarłych w różnych porach roku. Nie mogło to więc byś stado zabite w czasie pojedynczej masakry. Wiele innych zbiorów kości ze śladami obróbki rzeźnika również może reprezentować zbiory powstające z upływem czasu. Jako dowody na wielkoskalowe polowania są więc dwuznaczne.

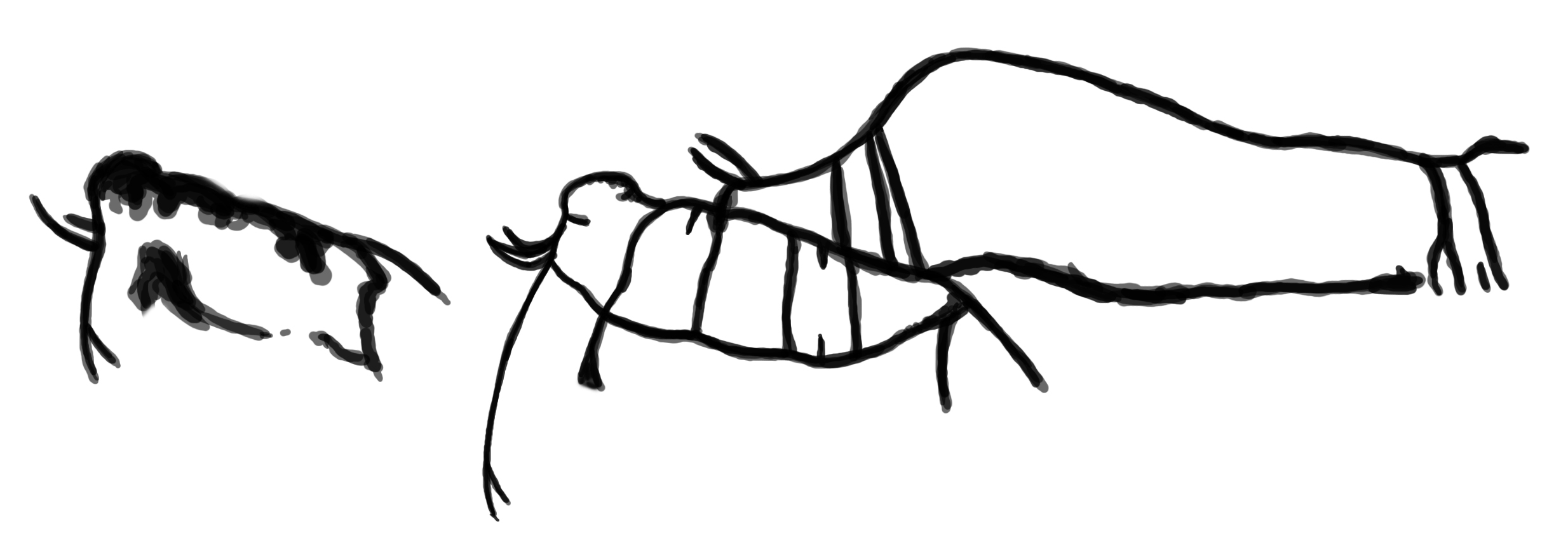
Pozostałości petroglifów w Utah, przedstawiających 2 mamuty kolumbijskie, na jednego z nich nakłada się podobizna bizona

Petroglify z Wyżyny Kolorado przedstawiają mamuty kolumbijskie lub mastodonty. Liczący 13 000 lat fragment kości z Vero Beach na Florydzie stanowi najwcześniejsze dzieło sztuki w Ameryce. Wyryto na nim mamuty lub mastodonty. Uważa się, że pochodzące sprzed 11 000 – 13 000 lat petroglify znad rzeki San Juan w Utah obejmują przedstawienia dwu mamutów kolumbijskich. Od mastodontów odróżniają je sklepienia czaszek. Przedstawiono je z dwoma „palcami” na trąbach. Cecha ta znana jest z europejskich przedstawień mamutów. Ciosy są krótkie, co może wskazywać na samice. Podobizna bizona (prawdopodobnie wymarły obecnie Bison antiquus) nakłada się na jedno z wyobrażeń mamutów i może stanowić późniejszy dodatek. Inne możliwe rysunki mamutów kolumbijskich okazały się być błędnymi interpretacjami bądź nawet fałszerstwami.
Mamut kolumbijski stanowi jeden z symboli stanu Waszyngton – skamieniałość stanową. Z kolei Nebraska wybrała sobie „Archie”, okaz mamuta kolumbijskiego znaleziony w tym stanie w 1922. „Archie” przebywa obecnie na wystawie w Elephant Hall University of Nebraska State Museum w stolicy stanu, Lincoln. Stanowi on największy zmontowany szkielet mamuta w USA.

## Wymarcie

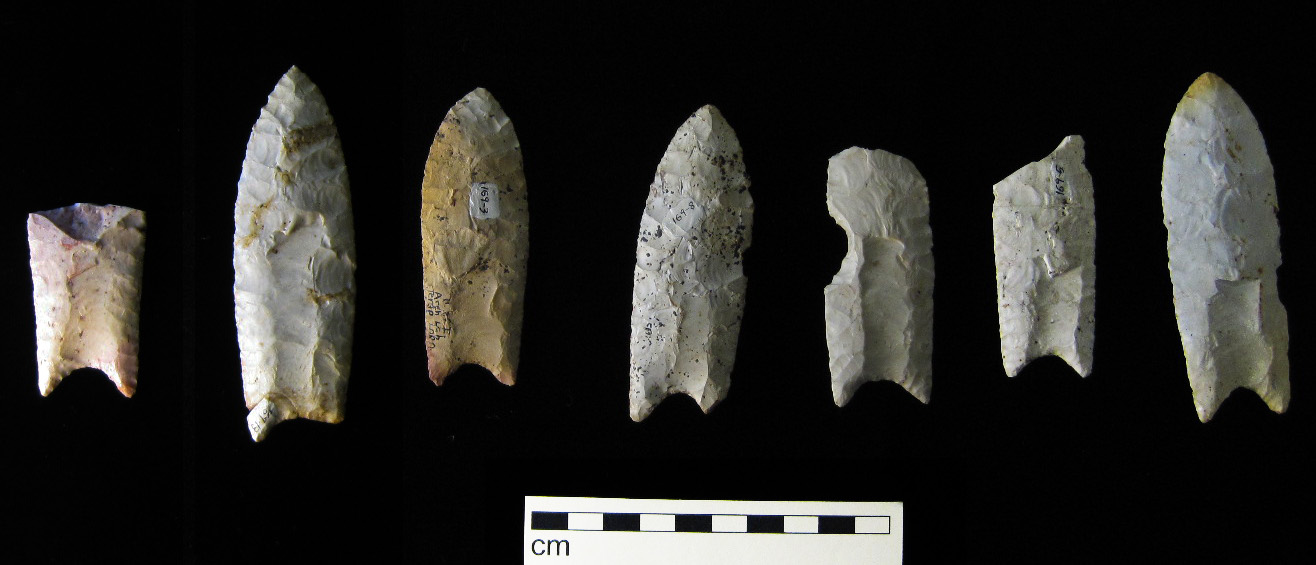
Groty typu Clovis z Rummells-Maske Cache Site z Iowa

Mamuty kolumbijskie i włochate zniknęły w późnym plejstocenie i wczesnym holocenie. Podobny los spotkał większość plejstoceńskiej megafauny. Najpóźniejsze pozostałości mamutów kolumbijskich datuje się na 11 000 lat. Wymarcie to zalicza się do wymierania czwartorzędowego, które zaczęło się około 40 000 lat temu, osiągając szczyt między 14 000 a 11 500 lat temu. Nie wiadomo, czy mamuty wymarły nagle, czy był to proces rozciągnięty w czasie. W tamtych czasach 40 gatunków ssaków zniknęło z kontynentu północnoamerykańskiego. Przedstawiciele prawie wszystkich przekraczali masę 40 kg. Wymarcia mamutów nie można wyjaśniać w oderwaniu od tych faktów.
Naukowcy są podzieleni w kwestii wpływu zmian klimatu lub polowań na wymarcie mamuta kolumbijskiego. Zgodnie z hipotezą zmian klimatycznych ocieplenie doprowadziło do skurczenia się siedlisk tego gatunku słoniowatych. Prerie porosłe drzewami stały się lasem, terenami trawiastymi bądź półpustyniami. Zubożała różnorodność roślin. Inna hipoteza przyczynę wymarcia mamutów upatruje w polowaniach człowieka. Pomysł ten zaproponował jako pierwszy Paul S. Martin w 1967. Bardziej współczesne badania dają różne rezultaty. Badanie z 2002 dostarczyło wniosku, zgodnie z którym zapis archeologiczny nie wspiera tej hipotezy, jako że sposób przebadanych 76 miejsc tylko 14 miejsc związanych z kulturą Clovis dostarcza silnych dowodów zabijania słoniowatych (12 z pozostałościami mamutów i 2 ze szczątkami mastodontów). Dla kontrastu badanie opublikowane w 2007 pokazuje, że pozostałości kultury Clovis wskazują na najwyższą częstość eksploatacji prehistorycznych trąbowców na świecie, co wspiera hipotezę polowań. Jaka byłaby rzeczywista przyczyna wymierania, wielkie ssaki są ogólnie bardziej podatne, niż małe, co wynika z mniejszej liczebności populacji i wolniejszego tempa rozrodu.